# Love Is on My Side
Chansons représentant le Portugal au Concours Eurovision de la chanson
Medo de sentir
(2020) Saudade, saudade
(2022)
Love Is on My Side est une chanson interprétée par le groupe The Black Mamba.
Il est sélectionné pour représenter le Portugal au Concours Eurovision de la chanson 2021, à l'issue de l'émission Festival da Canção 2021, diffusée le 6 mars 2021.

## Classements
Le Portugal a participé à la deuxième demi-finale et a réussi à se qualifier en finale avec 239 points et en terminant quatrième.
En finale, The Black Mamba a chanté en septième position, pour terminer douzième avec 153 points, derrière la Bulgarie et devant la Moldavie.